# Hollersbach im Pinzgau
Hollersbach im Pinzgau est une commune autrichienne du district de Zell am See dans l'État de Salzbourg.

## Jumelage
La Gacilly (France) depuis 1986